# Texosporium sancti-jacobi
Texosporium sancti-jacobi är en lavart som först beskrevs av Edward Tuckerman, och fick sitt nu gällande namn av Nádv. Texosporium sancti-jacobi ingår i släktet Texosporium och familjen Physciaceae.   Inga underarter finns listade i Catalogue of Life.